# Neaetha membrosa
Neaetha membrosa är en spindelart som först beskrevs av Simon 1868.  Neaetha membrosa ingår i släktet Neaetha och familjen hoppspindlar. Inga underarter finns listade i Catalogue of Life.